# Bash-Kyungyut
Bash-Kyungyut (ryska: Баш Кюнгют) är en ort i Azerbajdzjan.   Den ligger i distriktet Şəki Rayonu, i den centrala delen av landet, 230 kilometer väster om huvudstaden Baku. Bash-Kyungyut ligger 859 meter över havet och antalet invånare är 1 381.
Terrängen runt Bash-Kyungyut är kuperad söderut, men norrut är den bergig. Närmaste större samhälle är Sheki, 13,2 kilometer väster om Bash-Kyungyut. 
Omgivningarna runt Bash-Kyungyut är en mosaik av jordbruksmark och naturlig växtlighet. Runt Bash-Kyungyut är det ganska glesbefolkat, med 38 invånare per kvadratkilometer.